# Klaviermusik der Russischen Fünf
Klaviermusik der Russischen Fünf ist eine zweibändige Auswahlsammlung mit Klavierstücken von Mussorgski, Rimski-Korsakow, Borodin, Cui  und Balakirew. Sie wurde von Christof Rüger herausgegeben und erschien 1983 bzw. 1985 in der Edition Peters (9286a, 9286b).
Die Sammlung vereint verstreut erschienene und ansonsten nur schwerer zugängliche Werke aus der Gruppe der Fünf (oder Das mächtige Häuflein, russ. mogutschaja kutschka, kyrill. могучая кучка), einer Gruppe russischer Komponisten des 19. Jahrhunderts, die sich selbst die Novatoren nannte.

## Inhalt

### Band I
- Scherzo. An der Südküste der Krim. [Na južnom beregu Kryma]. Auf dem Lande. [V derevne] von Modest Mussorgski
- Walzer. Romanze. Impromptu. Novelette. [Stücke, Kl / Ausw.]. Kleines Lied. [Pesenka] von Nikolai Rimski-Korsakow
- Rêverie. [Suiten, Kl (1885)]. Scherzo. [Scherzi, Kl As-Dur] von Alexander Borodin
- Mazurka. [Miniaturen, Kl op. 20]. Polonaise. Valse. Nocturne. [Mouvements de danse / Ausw.] von César Cui
- Polka. [Polkas, Kl fis-Moll]. Paraphrase über Glinkas Romanze „Die Lerche“. [Žavoronok]. Im Garten. [Au jardin] von Mili Balakirew
- Die Lerche  [Proščanie s Peterburgom <Žavoronok>] von Michail Glinka. Arr. von N. Tiwolski

### Band II
- Souvenir d’enfance. [Vospominanie detstva (1857)]. Die Näherin. [Šveja] von Modest Mussorgski
- Drei Variationen aus den „Sechs Variationen über B-A-C-H“ op. 10. Prélude impromptu op. 38, 1. Mazurka op. 38, 2 von Nikolai Rimski-Korsakow
- Serenade und Mazurka aus der „Kleinen Suite“ von Alexander Borodin. [Suiten, Kl (1885) / Ausw.]
- Acht Préludes aus op. 64 von César Cui. [Préludes, Kl op. 64 / Ausw.]
- Erinnerungen an Glinkas Oper „Ein Leben für den Zaren“. Toccata. [Tokkaten, Kl cis-Moll] von Mili Balakirew